# فلاویو سانتورو
فلاویو سانتورو (انگلیسی: Flavio Santoro؛ زادهٔ ۳۰ نوامبر ۲۰۰۱) بازیکن فوتبال است.